# Sotenga
Sotenga est une commune rurale située dans le département de Toéghin de la province du Kourwéogo dans la région Plateau-Central au Burkina Faso.

## Géographie
Sotenga se trouve à 10 km au sud-est de Toéghin, le chef-lieu du département, et à environ 20 km de Boussé, le chef-lieu provincial.

## Santé et éducation
Le centre de soins le plus proche de Sotenga est le centre de santé et de promotion sociale (CSPS) de Toéghin tandis que le centre médical avec antenne chirurgicale (CMA) se trouve à Boussé.